# Yemişli (Midyat)
Yemişli (Aramees: Enhil, ܐܢܚܠ) is een dorp in de gemeente en het district Midyat in de provincie Mardin, Turkije. Het ligt 14 km ten zuiden van de stad Midyat en bevindt zich in de Aramese regio Tur Abdin
De inwoners bestaan uit Arameeërs en Koerden van de Şemikan-stam, waaronder ook Jezidi's. In 2021 telde het dorp 486 inwoners.
Het dorp is een van de grotere nederzettingen in Midyat en beschikt over twee goed onderhouden, recent gerenoveerde kerken, gefinancierd door Arameeërs uit Europa voor een bedrag van 600.000 Turkse lira.